# Garage actif
Dans le transport ferroviaire, un garage actif est une installation de voie qui permet d'accueillir un train devant être doublé par un autre. Suivant la longueur du garage et le temps séparant les deux trains, le convoi le plus lent pourra être amené à marquer l'arrêt avant de revenir sur la voie principale. Quand les trains doublés doivent systématiquement marquer l'arrêt[réf. nécessaire] on parle de voie d'évitement ou de voie de garage.